# Kế hoạch đánh số điện thoại của Bắc Mỹ

Các quốc gia theo NANP tại Bắc Mỹ.

Kế hoạch đánh số điện thoại của Bắc Mỹ (tiếng Anh: North American Numbering Plan, viết tắt là NANP) là một kế hoạch đánh số điện thoại đó bao gồm hai mươi lăm khu vực riêng biệt trong hai mươi quốc gia chủ yếu ở Bắc Mỹ, bao gồm cả vùng biển Caribe. Một số quốc gia Bắc Mỹ, đặc biệt là México, không tham gia NANP.
NANP ban đầu được AT & T nghĩ ra cho Hệ thống Chuông và các nhà khai thác điện thoại độc lập ở Bắc Mỹ để thống nhất các kế hoạch đánh số địa phương đa dạng đã được thiết lập trong những thập kỷ trước. AT & T tiếp tục điều hành kế hoạch đánh số cho đến khi hệ thống Bell bị phá vỡ, khi chính quyền được giao cho Cơ quan quản lý kế hoạch đánh số Bắc Mỹ (NANPA), một dịch vụ đã được Ủy ban truyền thông liên bang (FCC) mua từ khu vực tư nhân Hoa Kỳ. Mỗi quốc gia tham gia tạo thành một cơ quan quản lý có quyền kiểm soát toàn diện đối với các nguồn lực đánh số địa phương. FCC cũng phục vụ như là cơ quan quản lý của Hoa Kỳ. Các quyết định đánh số của Canada được đưa ra bởi Hiệp hội đánh số Canada.
NANP chia lãnh thổ của các thành viên thành các khu vực kế hoạch đánh số (NPA) được mã hóa bằng số với tiền tố số điện thoại ba chữ số, thường được gọi là mã vùng. Mỗi điện thoại được gán một số điện thoại gồm bảy chữ số duy nhất trong khu vực kế hoạch tương ứng. Số điện thoại bao gồm mã văn phòng trung tâm ba chữ số và số trạm bốn chữ số. Sự kết hợp giữa mã vùng và số điện thoại đóng vai trò là địa chỉ định tuyến đích trong mạng điện thoại chuyển mạch công cộng (PSTN). Đối với định tuyến cuộc gọi quốc tế, NANP đã được gán mã gọi quốc tế 1 bởi Liên minh Viễn thông Quốc tế (ITU). Kế hoạch đánh số Bắc Mỹ phù hợp với Khuyến nghị của ITU E.164, nơi thiết lập một khung đánh số quốc tế.

## Lịch sử
Từ khi bắt đầu vào năm 1876 và trong suốt phần đầu của thế kỷ 20, Hệ thống Chuông đã phát triển từ các hệ thống điện thoại địa phương hoặc khu vực. Các hệ thống này được mở rộng bằng cách phát triển các cơ sở thuê bao của họ, cũng như tăng các khu vực dịch vụ của họ bằng cách thực hiện các trao đổi địa phương bổ sung được kết nối với các thân cây. Mỗi chính quyền địa phương có trách nhiệm thiết kế các kế hoạch đánh số điện thoại phù hợp với yêu cầu và sự phát triển của địa phương. Kết quả là, toàn bộ Hệ thống Chuông đã phát triển thành một hệ thống không có tổ chức gồm nhiều hệ thống đánh số địa phương khác nhau. Sự đa dạng cản trở hoạt động hiệu quả và kết nối trao đổi thành một hệ thống toàn quốc để liên lạc qua điện thoại đường dài. Đến thập niên 1940, Hệ thống Chuông đã đặt ra để thống nhất các kế hoạch đánh số khác nhau và phát triển Kế hoạch đánh số Bắc Mỹ như một cách tiếp cận thống nhất, có hệ thống đối với dịch vụ đường dài hiệu quả mà cuối cùng không cần sự tham gia của các nhà điều hành tổng đài.
Kế hoạch đánh số mới được chính thức chấp nhận vào tháng 10 năm 1947, chia phần lớn Bắc Mỹ thành tám mươi sáu khu vực kế hoạch đánh số (NPA). Mỗi NPA được chỉ định một mã vùng kế hoạch đánh số, thường được viết tắt là mã vùng. Các mã này lần đầu tiên được sử dụng bởi các nhà khai thác đường dài để thiết lập các cuộc gọi đường dài giữa các văn phòng thu phí. Cuộc gọi trực tiếp đầu tiên được gọi bởi khách hàng sử dụng mã vùng được thực hiện vào ngày 10 tháng 11 năm 1951, từ Englewood, New Jersey, đến Alameda, California. Quay số khoảng cách trực tiếp (DDD) sau đó đã được giới thiệu trên toàn quốc. Đến đầu những năm 1960, hầu hết các khu vực của Hệ thống Chuông đã được chuyển đổi và DDD đã trở nên phổ biến ở các thành phố và hầu hết các thị trấn lớn hơn.
Trong những thập kỷ tiếp theo, hệ thống mở rộng bao gồm tất cả Hoa Kỳ và các lãnh thổ của nó, Canada, Bermuda và mười bảy quốc gia của vùng Caribe. Đến năm 1967, 129 mã vùng đã được chỉ định.
Theo yêu cầu của Văn phòng Thuộc địa Anh, kế hoạch đánh số lần đầu tiên được mở rộng đến Bermuda và Tây Ấn thuộc Anh vì chính quyền viễn thông lịch sử của họ thông qua Canada như một phần của Đế quốc Anh và các hiệp hội tiếp tục của họ với Canada, đặc biệt là trong những năm của điện báo và hệ thống All Red Line.
Không phải tất cả các nước Bắc Mỹ đều tham gia NANP. Các ngoại lệ bao gồm México, Greenland, Saint Pierre và Miquelon, các quốc gia Trung Mỹ và một số quốc gia Caribe (Cuba, Haiti và Caribe thuộc Pháp). Nhà nước nói tiếng Tây Ban Nha duy nhất trong hệ thống là Cộng hòa Dominican. Sự tham gia của México đã được lên kế hoạch, nhưng việc triển khai đã dừng lại sau khi ba mã vùng (706, 903 và 905) đã được chỉ định và México đã chọn định dạng đánh số quốc tế, sử dụng mã quốc gia 52. Mã vùng được sử dụng sau đó đã bị rút vào năm 1991. Mã vùng 905, trước đây là México Thành phố, được chỉ định lại để phân chia mã vùng 420 trong Khu vực Greater Toronto; mã vùng 706, trước đây phục vụ Bán đảo Baja của México, đã được gán lại cho một phần phía bắc Georgia xung quanh khu vực Atlanta, nơi giữ lại 404; và mã vùng 903, phục vụ một phần nhỏ phía bắc México, đã được gán lại cho vùng đông bắc Texas khi nó tách ra từ mã vùng 214.

## Các quốc gia và vùng lãnh thổ
| Quốc gia/vùng lãnh thổ      | Mã khu vực       | Mã thư       |
| --------------------------- | ---------------- | ------------ |
| Samoa thuộc Mỹ              | 684              | (giống IDC)  |
| Anguilla                    | 264              | ANG          |
| Antigua and Barbuda         | 268              | ANT          |
| Bahamas                     | 242              | BHA          |
| Barbados                    | 246              | BIM          |
| Bermuda                     | 441              |              |
| Quần đảo Virgin thuộc Anh   | 284              | BVI          |
| Canada                      | 204, 226,... 905 |              |
| Quần đảo Cayman             | 345              |              |
| Dominica                    | 767              | ROS (Roseau) |
| Cộng hòa Dominica           | 809, 829, 849    |              |
| Grenada                     | 473              | GRE          |
| Guam                        | 671              | (giống IDC)  |
| Jamaica                     | 876, 658         |              |
| Montserrat                  | 664              |              |
| Quần đảo Bắc Mariana        | 670              | (giống IDC)  |
| Puerto Rico                 | 787, 939         | PUR (787)    |
| Saint Kitts và Nevis        | 869              |              |
| Saint Lucia                 | 758              | SLU          |
| Saint Vincent và Grenadines | 784              | SVG          |
| Sint Maarten                | 721              |              |
| Trinidad và Tobago          | 868              | TNT          |
| Quần đảo Turks và Caicos    | 649              |              |
| Hoa Kỳ                      | 201, 202,... 989 |              |
| Quần đảo Virgin thuộc Mỹ    | 340              |              |

## Cách đánh số
Số NANP có mười chữ số bao gồm:
- một tiền tố ba chữ số cục bộ (được gọi là mã vùng), được chỉ định bởi kế hoạch đánh số cục bộ (NPA)
- và một số thuê bao bảy chữ số.

Do đó, định dạng của các số thường ở dạng sau: NXX-NXX-XXXX trong đó N đại diện cho một chữ số từ 2 đến 9 và X là một chữ số từ 0 đến 9.
Các số sau không thể được sử dụng làm mã vùng vì chúng dành cho các mục đích sau:
- 211 cho thông tin cộng đồng và dịch vụ giới thiệu;
- 311 cho các dịch vụ cảnh sát không khẩn cấp và các dịch vụ khác của chính phủ;
- 411 để hỗ trợ thư mục;
- 511 cho thông tin giao thông và dịch vụ vận chuyển (ở Hoa Kỳ) và cho các dịch vụ thông tin thời tiết và dịch vụ thông tin du lịch (ở Canada);
- 611 cho dịch vụ sửa chữa;
- 711 cho người khiếm thính;
- 811 cho các dịch vụ thông tin trong quá trình khai quật để bảo vệ đường ống và các mạng lưới tiện ích công cộng khác (ở Hoa Kỳ) và cho các dịch vụ điện thoại y tế không khẩn cấp (Info-Santé ở Québec);
- 911 cho trường hợp khẩn cấp (cảnh sát, xe cứu thương, lính cứu hỏa);
- 800, 844, 855, 866, 877 và 888 cho các số điện thoại miễn phí;
- 900 và 976 cho các dịch vụ trả phí mỗi phút hoặc trong cuộc gọi.